# Sevalla landskommun
Sevalla landskommun var en kommun i Västmanlands län.

## Administrativ historik
Kommunen bildades 1863 i Sevalla socken i Siende härad i Västmanland. 
Vid kommunreformen 1952 inkorporerades kommunen i Tillberga landskommun.